# Œuf de cane
Pour les articles homonymes, voir Œuf et Cane.
Un œuf de cane est un œuf d'oiseau pondu par la cane, la femelle du canard, et en particulier par les canes domestiques. Les principales espèces concernées sont les races issues du Canard colvert (Anas platyrhynchos) et du canard de Barbarie, qui est la variété domestique du Canard musqué (Cairina moschata). Il pèse entre 70 et 120 g et il est plus gros et lourd en moyenne que l'œuf de poule,. Surtout consommé en Asie, il est à l'origine de nombreuses spécialités comme le balut, l'œuf de cent ans ou encore l'œuf salé (en),.

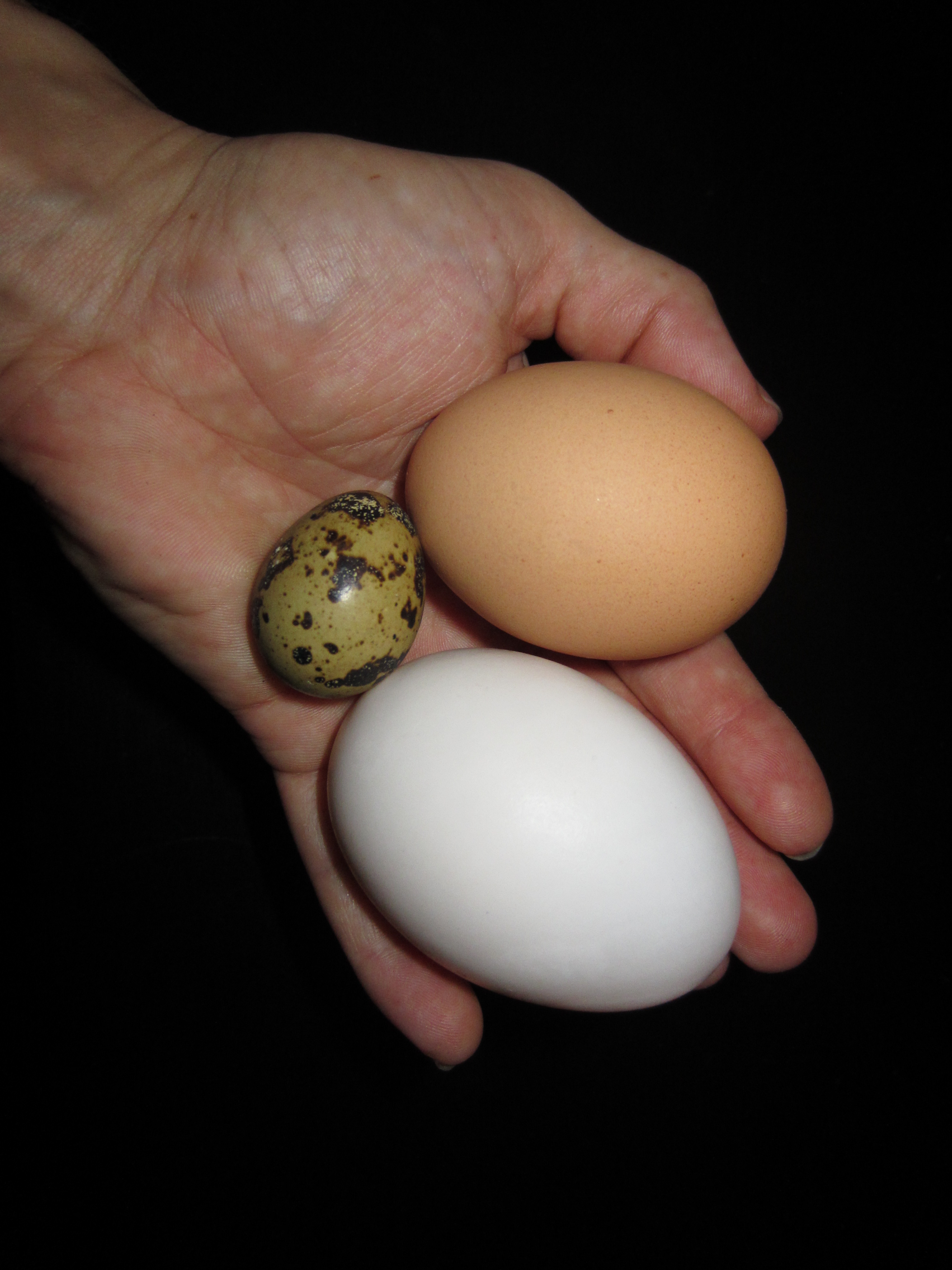
Comparaison entre un œuf de caille, de poule (beige) et de cane (blanc).
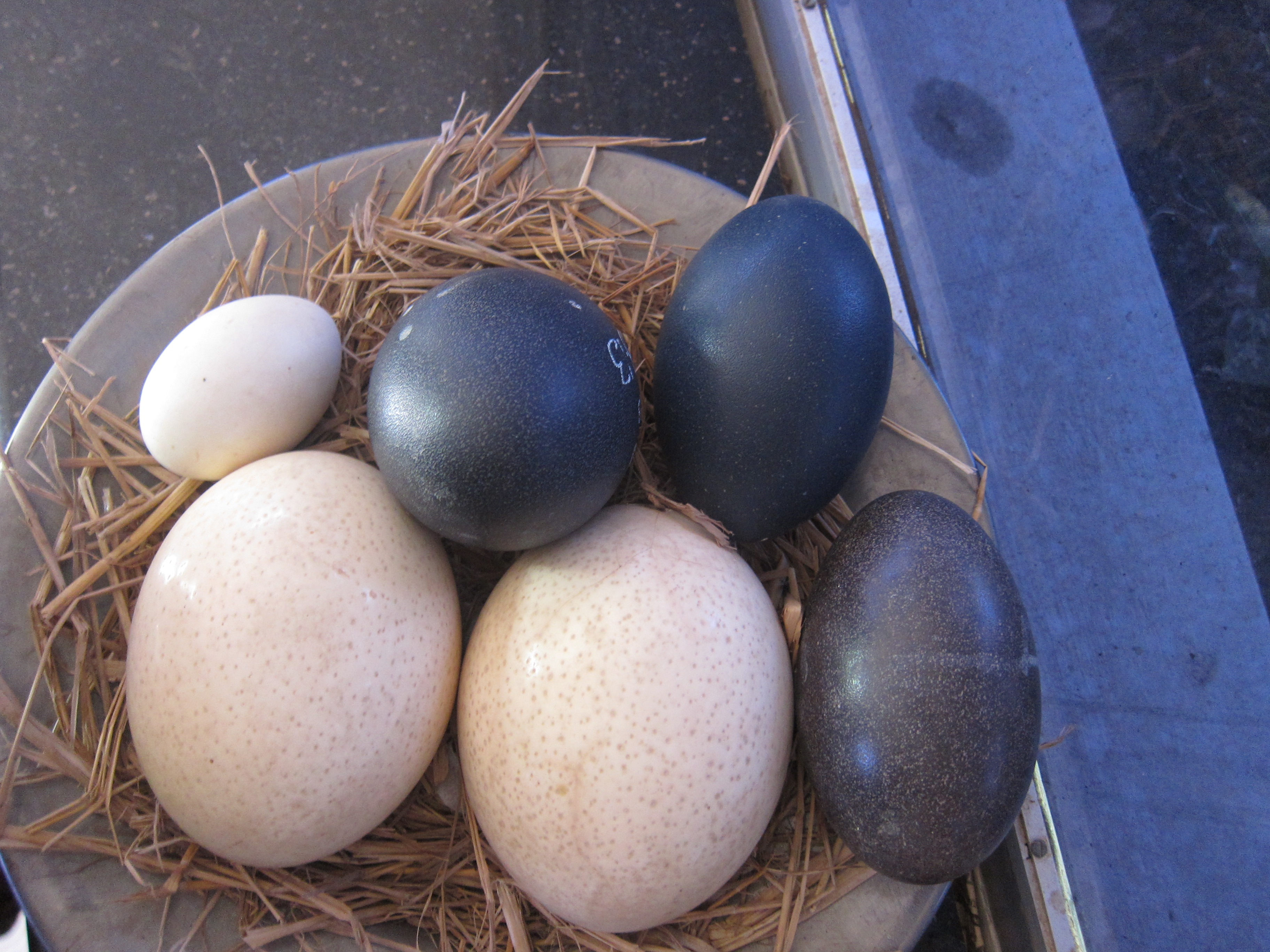
Comparaison entre des œufs de cane (en haut à gauche), d'autruche et d'émeu.